# アルフォンソ11世 (カスティーリャ王)

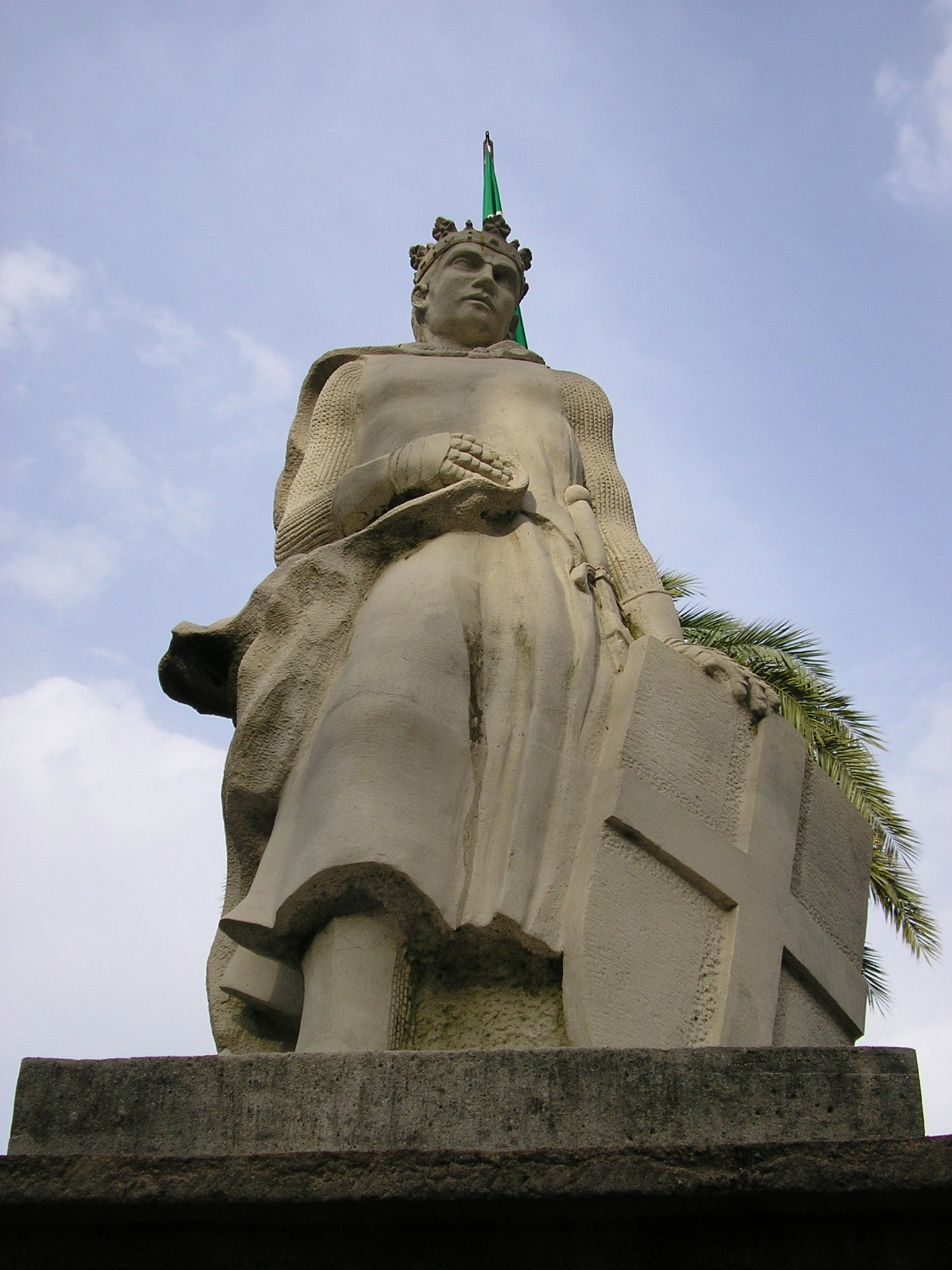
アルフォンソ11世像

アルフォンソ11世（Alfonso XI, 1311年8月13日 - 1350年3月26日/27日）は、カスティーリャ王国の国王（在位：1312年 - 1350年）。カスティーリャ王フェルナンド4世と王妃コンスタンサの唯一の男子。復讐王（the Avenger 西：el Justiciero）とも呼ばれた。

## 生涯
生後13ヶ月で即位したが、余りにも幼いため5人の王族が後見人グループを形成して政治を行うことになった。メンバーは母コンスタンサ、祖母マリア・デ・モリナ、叔父ペドロ大公、大叔父フアン大公、そしてフアンの従弟に当たるビリェーナ公フアン・マヌエルが選ばれた。
しかし5人はバラバラに行動してまとまりに欠け、数年で次々とメンバーが死んだこともありカスティーリャは乱れた。まず1313年に母が急死、続いてナスル朝グラナダに介入し支配下の町を攻略していたペドロとフアンが1319年にグラナダの反撃に遭い敗死した。1321年に祖母も亡くなり後見人はフアン・マヌエルしかいなくなってしまった。新たな後見人にペドロの弟フェリペ、フアンの同名の息子フアン・エル・トゥエルト（隻眼のフアン）が選ばれたが、3人はカスティーリャを分割して対立、内乱で領土は荒廃し農民が外国へ逃亡、人口減少と悪循環に陥った。
こうした中、成長したアルフォンソ11世は1325年に14歳で親政開始し、フアン・マヌエルの娘コンスタンサ・マヌエル・デ・カスティーリャと結婚した。コンスタンサは隻眼のフアンと婚約していたが、王家からのアプローチに応じたフアン・マヌエルが破棄、結婚相手をアルフォンソ11世に切り替えた経緯があった。両者を分断させたアルフォンソ11世は翌1326年にフアンを暗殺、1327年にコンスタンサと離婚し、摂政であったフアン・マヌエルを追放した（同年にフェリペも死去）。
フアン・マヌエルはアラゴンと組んでカスティーリャと戦おうと企てるが、1328年、アルフォンソ11世は従妹にあたるポルトガル王アフォンソ4世の娘マリアと結婚、翌1329年に姉レオノールとアラゴン王アルフォンソ4世の結婚でアラゴンと和睦、後ろ盾を失ったフアン・マヌエルとも和解した。そして1331年に戴冠式を挙行した時、王位を請求していたラ・セルダ家も主張を撤回してアルフォンソ11世支持を表明した。こうしてアルフォンソ11世は後見人を排除して王権強化に成功した。
国内を安定させたアルフォンソ11世はレコンキスタに熱心に取り組み、何度もアンダルシアのイスラム教軍を攻めている。アラゴンと和睦した頃から遠征を始めており、1331年にナスル朝を臣従させた。しかしアフリカのマリーン朝はたびたびナスル朝と手を組んでスペインを脅かすため、アルフォンソ11世は諸国から援助してもらいマリーン朝を打倒することを計画した。
1340年8月、マリーン朝スルタン・アブー・アルハサン・アリーがアルヘシラスに上陸、ナスル朝のユースフ1世と共にタリファを包囲した。直ちにアルフォンソ11世は舅のアフォンソ4世が率いるポルトガル軍を含めたカスティーリャ軍を連れてタリファ救援へ向かい、10月30日にサラードの戦いでイスラム教軍と交戦した。敵はキリスト教軍の3倍以上あったにもかかわらず戦いはキリスト教軍の勝利となり、以後マリーン朝の介入は無くなり衰退の一途を辿った。
サラードの戦いの勝利に勢いづいたアルフォンソ11世はナスル朝の国境へ侵攻、1341年にアルカラ・ラ・レアル、プリエゴなどを落とし、1342年8月からアルヘシラスを包囲した。マリーン朝の救援を撃退し包囲を続け、1344年3月にアルヘシラスを降伏させた。レコンキスタの成功で高まる威信を背景に王国の改革と更なる王権強化に取り組み、曽祖父アルフォンソ10世が編纂した『七部法典』の公布（1348年）、都市の上級役職を占める下級貴族・有力商人と結びつき、彼等の世襲と特権保障を認め都市を間接的に支配するなど、アルフォンソ10世が志していたカスティーリャの法的統合、王権強化を主軸とする改革を実現させた。
1350年、ジブラルタル攻略中に黒死病で陣没した。嫡男のペドロ1世が後を継いだ。

## 子女
2番目の王妃マリアとの間に2男を儲けた。
- フェルナンド（1332年） - 夭逝
- ペドロ1世（1334年 - 1369年） - カスティーリャ王

しかしアルフォンソ11世はマリアを顧みず、愛妾レオノール・デ・グスマンをそばから離さず、王妃とペドロ王子（後のペドロ1世）を王宮から遠ざけた。レオノールとの間の息子エンリケ（後のエンリケ2世）はトラスマタラ伯爵家へ養子に出されたが、王の近くで育った。エンリケの同母弟たちの処遇もぬかりなく、ファドリケはサンティアゴ騎士団長となった。テリョは豪族ララ家の女子相続人と結婚することで、ビスケー湾に面したビスカヤの領主となった。彼の愛妾への偏愛が、後のカスティーリャの内乱（第一次カスティーリャ継承戦争）を招くことになる。
レオノールとの間に10人の子を儲けた。
- ペドロ・アルフォンソ（1330年 - 1338年）
- フアナ（1330年 - 1375年）
- サンチョ（1331年 - 1343年）
- エンリケ2世（1334年 - 1379年） - カスティーリャ王、トラスタマラ家の祖
- ファドリケ（1335年 - 1358年） - サンティアゴ騎士団団長
- フェルナンド（1336年 - 1342年）
- テリョ（1337年 - 1370年）
- フアン（1341年 - 1359年）
- サンチョ（1342年 - 1374年） - アルブルケルケ伯
- ペドロ（1345年 - 1359年）